# Imola (Ungheria)
Imola è un comune dell'Ungheria di 115 abitanti (dati 2001) . È situato nella contea di Borsod-Abaúj-Zemplén.